# Eileen Campbell
Eileen Michelle Campbell (* 17. September 2000 in Feldkirch, Vorarlberg) ist eine britisch-österreichische Fußballspielerin auf der Position einer Stürmerin. Seit November 2022 läuft sie für das österreichische A-Nationalteam auf. Sie wurde als Spielerin des FFC Vorderland zur besten Spielerin der österreichischen Bundesligasaison 2022/23 gekürt.

## Vereinskarriere

### Karrierebeginn in Feldkirch
Eileen Campbell wurde als Tochter einer Nordirin in Feldkirch (Vorarlberg) geboren. Campbell wuchs in Feldkirch auf und kam durch ihren ein Jahr älteren Bruder Michael zu Berührungen mit dem Fußballsport. Um ihren achten Geburtstag herum wurde sie von ihren Eltern beim SC Tisis aus Tisis, einem Ortsteil von Feldkirch, angemeldet. In weiterer Folge durchlief sie, zum Teil an der Seite ihres älteren Bruders, die Nachwuchsmannschaften des vorarlbergischen Amateurklubs. Angefangen von der U-9 kam sie bis zu ihrem Wechsel zum FC Sulz in der Winterpause 2012/13 bis in die U-14-Mannschaft des SC Tisis in Jungenmannschaften zum Einsatz, in denen sie oftmals das einzige Mädchen war. Erst in späteren Jahren kamen vereinzelt andere Mädchen zur jeweiligen Mannschaft hinzu. Das Frühjahr 2013 absolvierte sie nach ihrem Wechsel gemeinsam mit ihrem Bruder, der zusammen mit ihr zum neuen Verein gewechselt war, in den unteren Play-offs der U-14-Liga für den Fußballverein aus der Gemeinde Sulz und tätigte daraufhin einen weiteren Wechsel zum FC Blau-Weiß Feldkirch. Bereits während ihrer Zeit beim SC Tisis schaffte Campbell den Sprung in die U-14-Mädchenauswahl des Bundeslands Vorarlberg und trat mit dieser in der Bundesländer-Nachwuchsmeisterschaft in Erscheinung. In dieser Auswahl war sie auch während ihrer Zeit beim FC Sulz und dem FC Blau-Weiß Feldkirch aktiv und absolvierte auch Auswahlspiele in den Spielzeiten 2013/14 und 2014/15. In der Spielzeit 2012/13 noch auf dem letzten Platz der acht Bundesländer, schaffte sie es mit Vorarlberg 2013/14 bereits auf den sechsten Platz, eine Platzierung, die sie mit der Auswahlmannschaft auch in der darauffolgenden Saison 2014/15 erreichte.

### Meister mit dem FC BW Feldkirch und Probetraining beim SC Freiburg
Nachdem sie drei Spielzeiten hintereinander nahezu ausschließlich in U-14-Mannschaften zum Einsatz gekommen war, kam sie parallel dazu ab der Saison 2014/15 auch zu unregelmäßigen Einsätzen für die U-16-Mannschaft des FC BW Feldkirch, für den sie bis zu diesem Zeitpunkt immer in Jungenmannschaften gespielt hatte. In dieser Saison hatte sie auch ihren Durchbruch in den Erwachsenenfußball und kam dabei in zehn von 14 möglich gewesenen Meisterschaftsspielen zum Einsatz, wobei sie 26 Tore erzielte. Nur in einem ihrer zehn Meisterschaftsspiele blieb Campbell ohne Torerfolg. In der in dieser Saison von drei Mannschaften dominierten Liga (FC BW Feldkirch, SPG Beschling/Nenzing und SPG Leiblachtal) konnte sie mit ihrer Mannschaft am Ende aufgrund der erheblich besseren Tordifferenz – 103 Toren standen nur acht Gegentreffer gegenüber – den Meistertitel vor der punktegleichen SPG Beschling/Nenzing gewinnen. In der Torschützenliste rangierte sie hinter der rund zehn Jahre älteren Vanessa Fasser (später verheiratete Aberer) von der SPG Beschling/Nenzing, die es auf 33 Tore gebracht hatte, auf dem zweiten Platz. Campbells Leistungen und ihr Potenzial blieben nicht lange unentdeckt; so erhielt sie im Sommer 2015 die Einladung zu einem Probetraining beim deutschen Bundesligisten SC Freiburg, bei dem sie mit der Kampfmannschaft mittrainieren durfte. Für einen Anfang Dezember 2015 stattfindenden Lehrgang erhielt sie eine Einladung in die österreichische U-17-Auswahl, obwohl die zweisprachig aufgewachsene Campbell zu diesem Zeitpunkt nur über die britische Staatsangehörigkeit verfügte. Noch im gleichen Jahr hatte die damalige Gymnasiastin die Österreichische Staatsbürgerschaft beantragt, um für die österreichischen Nationalmannschaften spielen zu können.

### Wechsel nach Rankweil
Da ein Auslandswechsel erst mit 16 Jahren vonstattengehen konnte und sie wusste, dass es nicht leicht werden würde, einen Akademieplatz zu bekommen, wenn man keine Deutsche ist, entschied sich Campbell noch im gleichen Sommer für einen Wechsel in die Frauenmannschaft des FC Rot-Weiß Rankweil. Die spielte zu diesem Zeitpunkt in der 2. Liga Mitte/West. Obwohl die Trainingsintensität in der zwei Klassen höher liegenden Liga deutlich erhöht war, brachte es Campbell rasch zu Einsätzen in der Startformation. Am Ende der Saison 2015/16 hatte sie es auf 17 Meisterschaftseinsätze und sechs Tore gebracht. Im Endklassement rangierte sie mit ihrem Team auf dem zweiten Platz hinter dem FC Bergheim. Daneben wurde sie auch in drei Spielen der zweiten Mannschaft, die in diesem Jahr in einer Spielgemeinschaft (SPG) mit Campbells Ex-Verein, dem FC BW Feldkirch, in der drittklassigen Frauen Vorarlberg-Liga in Erscheinung trat, eingesetzt und erzielte dabei vier Treffer. Des Weiteren absolvierte sie vier der fünf Spiele ihrer Mannschaft im VFV-Cup-Frauen der Saison 2015/16, wobei sie auf zwölf Treffer kam – darunter sieben Tore beim 19:0-Kantersieg über die Frauen des FC Nenzing, sowie ein Doppelpack beim 8:0-Finalsieg über den FC Alberschwende. Mit ihren zwölf Treffern war sie die überlegene Torschützenkönigin des Wettbewerbs. Außerdem trat sie in drei Spielen des österreichischen Frauen-Fußballcups 2015/16 an, blieb dabei torlos und schied mit ihrer Mannschaft im Viertelfinale gegen den Bundesligisten FC Wacker Innsbruck aus. Weiters nahm sie in diesem Jahr mit einer U-16-Auswahl Vorarlbergs am Coca-Cola-Girls-Cup 2016 teil und gewann mit ihrem Heimatbundesland das Finale gegen die Alterskolleginnen aus Salzburg. Beim 1:0-Sieg im Finale steuerte Campbell den einzigen Treffer des Spiels bei.
In der nachfolgenden Spielzeit 2016/17 kam die Schülerin in zwölf Meisterschaftsspielen der ersten Mannschaft zum Einsatz und war mit zehn Treffern bereits deutlich torgefährlicher als in der vorangegangenen Spielzeit. Über einen langen Zeitraum der Saison um den Aufstieg in die Bundesliga mitgespielt, scheiterten die Rankweiler Damen am Ende mit zwei Punkten Rückstand auf den FFC Vorderland am Weiterkommen in die nächsthöhere Spielklasse. Campbell, die nur zwei Drittel der insgesamt 18 Ligapartien absolviert hatte, rangierte in der Torschützenliste auf dem achten Platz und war hinter Veronika Vonbrül, die es auf 22 Treffer gebracht hatte, die zweitbeste Torschützen der Rankweilerinnen. Des Weiteren brachte es die junge Offensivspielerin auf fünf Meisterschaftseinsätze für die SPG Feldkirch/Rankweil 1b, für die sie sechs Tore erzielte. Im VFV-Cup-Frauen 2016/17 schaffte sie mit ihrer Mannschaft erneut den Finaleinzug und unterlag dabei erst im Elfmeterschießen dem FFC Vorderland mit 0:3. Campbell wurde dabei nur im Finalspiel eingesetzt und konnte ihren Elfmeter nicht verwandeln. Wie bereits in der Saison davor, schied der FC RW Rankweil auch 2016/17 im Viertelfinale des ÖFB-Ladies-Cups aus; diesmal war in der Verlängerung gegen die Union Kleinmünchen Schluss.
Auf 13 von 20 möglich gewesene Ligaeinsätze brachte es Campbell in der Saison 2017/18, wobei sie neunmal zum Torerfolg kam und im Endklassement mit ihrer Mannschaft auf dem dritten Tabellenplatz rangierte. In der Torschützenliste rangierte sie auf Rang 6; hinter der zwei Jahre älteren Carina Gasparini, die nach einer weiteren Saison in Rankweil im Sommer 2019 in die Vereinigten Staaten wechselte, war sie die zweitbeste Torschützin ihrer Mannschaft. Im österreichischen Frauen-Fußballcup 2017/18 schieden die Rankweilerinnen bereits in der zweiten Runde gegen den FC Bergheim aus; die Stürmerin kam jedoch nur im Erstrundenspiel gegen die SPG FC Schwoich/FC Wildschönau zum Einsatz und erzielte beim 11:0-Sieg einen Hattrick. Zum siebenten Mal in Folge schaffte Rankweil 2017/18 den Einzug ins Finale des VFV-Cup-Frauen; für Campbell war es das dritte Mal in Folge. Am Ende setzten sich die Rankweilerinnen mit 6:1 gegen die zweite Mannschaft des FFC Vorderland durch; Campbell wurde dabei nicht eingesetzt und brachte es auf lediglich zwei für sie persönlich torlose Landespokaleinsätze. Im Laufe dieser Saison hatte Campbell, die mittlerweile über die österreichische Staatsbürgerschaft verfügte, den Sprung in den österreichischen U-18-Kader geschafft.
Äußerst torgefährlich verlief für sie die nachfolgende Saison 2018/19, in der sie aufgrund ihrer bevorstehenden Matura am Privatgymnasium Mehrerau, ihrer Aktivität an der Fußballakademie, an der sie ebenfalls ein bis zweimal in der Woche mittrainierte, und einer längeren Verletzungspause jedoch nur verhältnismäßig wenig zum Einsatz kam. Im Sommer 2019 war sie die erste Fußballerin aus dem Talenteprogramm des VFV, die ihre Matura am Privatgymnasium Mehrerau im Sportzweig absolvierte. Bei lediglich sechs Einsätzen in der 2. Liga Mitte/West 2018/19 brachte es Campbell auf 13 Tore und rangierte trotz ihrer wenigen Einsätze auf dem vierten Platz der Torschützenliste. Innerhalb der Mannschaft war sie hinter der Torschützenkönigin Sheila Sánchez Pose und der auf dem dritten Platz rangierenden Carina Gasparini die drittbeste Torschützin ihres Teams. Im Endklassement schaffte es Rankweil 2018/19 mit fünf Punkten Vorsprung auf die Union Geretsberg auf den ersten Tabellenplatz, scheiterte jedoch in der nachfolgenden Relegation mit einem Gesamtergebnis von 1:3 gegen den Meister der 2. Liga Ost/Süd, den SV Horn. Zu zwei weiteren Einsätzen (und fünf Tore) brachte sie es im VFV-Cup-Frauen 2018/19, in dem der FC RW Rankweil im Halbfinale dem späteren Landespokalsieger FC Dornbirn 1913 mit 1:3 unterlegen war. Im österreichischen Pokal 2018/19 scheiterte die Mannschaft deutlich im Halbfinale mit 0:11 gegen den SKN St. Pölten; Campbell hatte es bis dahin auf Einsätze in allen drei Spielen und dabei auf zwei Treffer gebracht.

### Wechsel in die österreichische Bundesliga
Nach Anna Bereuter und Jana Sachs war Eileen Campbell die dritte Schülerin der Fußballakademie Mehrerau, die über den FFC Vorderland den Sprung in die ÖFB Frauen-Bundesliga schaffte. Am 8. September 2019 gab sie im Drittrundenspiel der österreichischen Frauenmeisterschaft 2019/20 ihr Debüt in der höchsten österreichischen Fußballliga, als sie bei der 0:2-Heimniederlage gegen den SKV Altenmarkt/Triesting vom gebürtigen Brasilianer Leandro Simonelli-Deveza in der 54. Spielminute für Claudia Schedler aufs Spielfeld geschickt wurde. Noch am selben Tag kam sie auch bei einem Spiel der zweiten Mannschaft des FFC Vorderland gegen die zweite Mannschaft der Altenmarkter zu einem Kurzeinsatz, wurde dabei jedoch bereits in der ersten Spielminute ausgewechselt. Bis zur Winterpause agierte die Stürmerin daraufhin als Stammkraft in der Offensive und konnte bei ihrem vierten Bundesligaeinsatz, einer 2:4-Niederlage gegen den SV Neulengbach, auch ihren ersten Treffer beisteuern. Aufgrund der COVID-19-Pandemie, die Österreich ab dem Frühjahr 2020 erfasste, wurde der Spielbetrieb im April ohne Wertung abgebrochen. Dies betraf auch den ÖFB Ladies-Cup 2019/20, in dem der FFC Vorderland zu diesem Zeitpunkt im Viertelfinale rangierte. In der Saison 2020/21 setzte sie Simonelli-Deveza weiter als Stammspielerin ein, wobei es die Stürmerin bis zur Winterpause 2020/21 auf acht Einsätze und drei Treffer gebracht hatte. In den Cup 2020/21 startet sie mit dem Vorderland erst im März 2021.
Im Spitzenspiel gegen Tabellenführer SKN St. Pölten am 26. November 2023 lief Campbell das letzte Mal für den FFC Vorderland auf.
In zweieinhalb Jahren kam sie in 67 Bundesligaspielen für den Vorarlberger Klub zum Einsatz und erzielte dabei 35 Tore, womit sie maßgeblich zum Erfolg des Vereins beitrug.

### Wechsel in die deutsche Bundesliga
Mit Beginn des Kalenderjahres 2024 gehört sie dem deutschen Bundesligisten SC Freiburg an, der ihre Verpflichtung am 28. November 2023 bekanntgab. Durch den Wechsel hat Campbell ihren Vollzeitjob in Liechtenstein aufgegeben. Sie ist nach Lisa Kolb (2020/21) und Annabel Schasching (2021/22) die dritte Österreicherin, die nach der Wahl zur besten Spielerin der ÖFB Frauen-Bundesliga zum SC Freiburg wechselte. Ihr Bundesligadebüt gab sie am 27. Januar 2024 (11. Spieltag) beim 2:0-Sieg im Auswärtsspiel gegen RB Leipzig. Bei ihrem letzten Spiel für den SC Freiburg im Mai 2025 vor ihrem Wechsel zum 1. FC Union Berlin erzielte sie das Siegestor zum 3:2 gegen Werder Bremen.

## Nationalmannschaftskarriere
In einem Interview im Jahr 2015 berichtete die damals 15 Jahre alte Campbell, dass sie für einen Anfang Dezember 2015 stattfindenden Lehrgang eine Einladung in die österreichische U17-Auswahl erhalten hätte, obwohl sie zu diesem Zeitpunkt nur über die britische Staatsangehörigkeit verfügte. Noch im gleichen Jahr hatte sie die Österreichische Staatsbürgerschaft beantragt, um für die österreichischen Nationalmannschaften spielen zu können. Nach dem Erhalt der österreichischen Staatsangehörigkeit folgten Einsätze in den österreichischen U17- und U19-Auswahlen. Für die U19 nennt der ÖFB zwei freundschaftliche Länderspiele gegen Serbien Ende Februar bzw. Anfang März 2018. 
Am 15. November 2022 kam sie zum Debüt in der A-Nationalmannschaft Österreichs, als sie in der 66. Minute im Spiel gegen die Slowakei eingewechselt wurde. In ihrem zweiten Länderspiel, beim 2:1-Sieg über die Nationalmannschaft der Niederlande am 17. Februar 2023 im maltesischen Gozo Stadium erzielte sie mit ihrem Treffer zum 1:1 in der 86. Minute ihr erstes Länderspieltor. Es folgte ein Einsatz im Freundschaftsspiel gegen Belgien im April 2023 (3:2). In der Gruppenphase der erstmals ausgetragenen UEFA Women’s Nations League kam Campbell in jedem Spiel zum Einsatz und war dreimalige Torschützin. Österreich beendete die Gruppe auf Platz 2 und schaffte somit den Verbleib in Liga A. Zum Auftakt der EM-Qualifikation am 5. April 2024 gegen Deutschland in der Linzer Raiffeisen Arena brachte Campbell die Österreicherinnen mit zwei Toren in Führung, das Spiel konnte jedoch Deutschland mit 2:3 für sich entscheiden.

## Erfolge
mit dem FC Blau-Weiß-Feldkirch
- Meister der Landesliga: 2014/15

mit dem FC Rot-Weiß Rankweil
- Meister der 2. Liga Mitte/West: 2018/19
- Vizemeister der 2. Liga Mitte/West: 2015/16
- Sieger des VFV-Cup-Frauen: 2015/16 und 2017/18
- Finalist des VFV-Cup-Frauen: 2016/17
- Torschützenkönigin des VFV-Cup-Frauen: 2015/16 (12 Tore)

mit dem FFC Vorderland
- Finalist im ÖFB-Ladies-Cup: 2022/23

mit einer U16-Auswahl Vorarlbergs
- Sieger des Coca-Cola-Girls-Cup 2016

## Auszeichnungen
- Spielerin der Saison 2022/23 in der ÖFB Frauen-Bundesliga[15]
- Vorarlbergs Fußballerin des Jahres 2022[16]